# Commission canadienne de sûreté nucléaire
La Commission canadienne de sûreté nucléaire (CCSN) réglemente l’utilisation de l’énergie et des matières nucléaires afin de préserver la santé, la sûreté et la sécurité des Canadiens, de protéger l’environnement et de respecter les engagements internationaux du Canada à l’égard de l’utilisation pacifique de l’énergie nucléaire.
En vertu de la loi sur la sûreté et la réglementation nucléaires , la mission de la CCSN comprend quatre éléments principaux : 
- réglementer le développement, la production et l'utilisation de l'énergie nucléaire au Canada pour préserver la santé, la sûreté et la sécurité et protéger l’environnement
- réglementer la production, la possession, l'utilisation et le transport des substances nucléaires, ainsi que la production, la possession et l'utilisation de l'équipement et des renseignements réglementés
- mettre en œuvre les mesures de contrôle internationales du développement, de la production, du transport et de l'utilisation de l'énergie et des substances nucléaires, y compris les mesures de non-prolifération des armes et des explosifs nucléaires
- diffuser des renseignements scientifiques, techniques ou réglementaires au sujet des activités de la CCSN et des conséquences – pour la santé et la sécurité des personnes et de l'environnement – du développement, de la production, de la possession, du transport et de l'utilisation des substances nucléaires

En 2011, la CCSN a célébré son soixante-cinquième anniversaire à titre d’organisme de réglementation nucléaire indépendant du Canada. 

## Historique
La CCSN a été fondée en 2000 en vertu de la loi sur la sûreté et la réglementation nucléaires et rend des comptes au Parlement par l’intermédiaire du ministre des Ressources naturelles. La CCSN a été créée pour remplacer l'ancienne Commission de contrôle de l'énergie atomique (CCEA), qui avait été fondée en 1946.

## Commission indépendante
La Commission est un tribunal administratif indépendant du gouvernement et n’entretient aucun lien avec le secteur nucléaire. 
La Commission de la CCSN compte jusqu’à sept commissaires permanents nommés par le gouverneur en conseil en fonction de leur expertise. Les commissaires sont nommés à temps partiel pendant une durée indéterminée, ce qui signifie qu’ils occupent également un autre poste. Des commissaires temporaires peuvent également être nommés à la Commission.
Contrairement aux autres commissaires, le président de la Commission exerce ses fonctions à temps plein. Il est aussi désigné par le gouverneur en conseil comme président de la CCSN.
Plus de huit cents employés dans les domaines scientifique, technique et professionnel appuient la Commission. Ils examinent les demandes de permis en fonction des exigences réglementaires, présentent des recommandations à la Commission et font appliquer la Loi sur la sûreté et la réglementation nucléaires, les règlements et les conditions de permis imposées par la Commission.
La Commission rend des décisions transparentes, fondées sur des règles de procédure claires. Les parties intéressées et les membres du public peuvent se faire entendre aux audiences publiques de la Commission , diffusées en direct sur le Web et souvent organisées dans les collectivités hôtes d’installations nucléaires afin d’être le plus accessible possible aux résidents de la région. 
La Commission explique ses décisions de façon détaillée, et celles-ci reposent sur des renseignements qui incluent l’opinion publique et les recommandations des experts de la CCSN. Les décisions, transcriptions d’audience, webdiffusions archivées et autres documents   sont affichés ou diffusés sur le site web, la page Facebook  et les chaînes YouTube  de la CCSN.

## Installations et activités réglementées
Le Canada est l’un des seuls pays qui réglementent tous les stades de vie de chaque centrale nucléaire, de la production de combustible à la production d’énergie. Cela inclut les mines et usines de concentration d’uranium , le traitement de l’uranium et la fabrication de combustible , les réacteurs de recherche , les centrales nucléaires , le traitement des substances nucléaires , les substances nucléaires et les appareils à rayonnement  et les déchets radioactifs du Canada .
La CCSN veille également à ce que les mesures de sécurité nécessaires soient en place et que la santé des travailleurs du secteur nucléaire soit protégée. Pour ce faire, la CCSN réglemente l’emballage et le transport des substances nucléaires et accrédite les membres du personnel qui occupent des postes clés liés à la sûreté.

## Protéger l’environnement
La protection de l’environnement fait partie intégrante des activités de la CCSN. Au cours du processus d’examen de la demande de permis, la CCSN détermine si une évaluation environnementale est requise pour un projet proposé. Les évaluations environnementales sont utilisées pour prévoir les effets environnementaux des initiatives proposées avant qu'elles ne soient entreprises. 
La CCSN travaille ensuite avec le demandeur tout au long du processus d’évaluation environnementale. Pour qu’un projet puisse aller de l'avant, la CCSN doit être persuadée qu'il ne causera pas de dommages indus à l'environnement dont toutes les formes de vie dépendent, et ce, en tenant compte des besoins des générations actuelles et futures. 

## Scène internationale
Le Canada a été le premier pays doté d’une capacité nucléaire substantielle à rejeter les armes nucléaires, et il participe activement à la promotion internationale de l’utilisation pacifique de l’énergie nucléaire. 
La Commission canadienne de sûreté nucléaire est chargée de mettre en œuvre les obligations du Canada relatives à la non-prolifération nucléaire, aux garanties et à la sécurité, en collaboration avec Affaires étrangères, Commerce et Développement Canada . 
La CCSN est responsable de la mise en œuvre des engagements internationaux du Canada à l’égard de l’utilisation pacifique de l’énergie nucléaire depuis l’adoption de la loi sur le contrôle de l’énergie atomique, en 1946. Les obligations relatives à la non-prolifération nucléaire, aux garanties et à la sécurité du Canada sont des éléments importants de la politique de non-prolifération nucléaire du pays. 
Pour de plus amples renseignements sur les engagements internationaux du Canada en matière de sûreté nucléaire, veuillez consulter les liens suivants :
- Non-prolifération nucléaire [14]
- Vérification des matières nucléaires (garanties) [15]
- Groupes et comités internationaux [16]
- Coopération bilatérale [17]
- Service d’examen intégré de la réglementation [18]

Examinez les rapports et les documents de référence internationaux 

## Ressources éducatives
- CCSN en ligne [20]
- CNSC 101 [21]
- Ressources pédagogiques [22]